# イオンタウン西熊本
イオンタウン西熊本 (イオンタウンにしくまもと) は、熊本県熊本市南区島町にあるショッピングセンターである。ショッピングセンターのタイプは近隣足元商圏型をとっている。
※なお、当ページの店舗面積数値などの情報は、イオンタウンによって2016年 (平成28年) 10月に発表された、『11月11日（金）イオンタウン西熊本増床オープン』のニュースリリースに準ずる。

## 概要

### 沿革
- 2009年 (平成21年) 10月1日 - ロックタウン西熊本B街区、C街区が熊本県農業試験場跡地に開業[1]
- 2011年 (平成23年) 9月1日 - 運営会社の「ロック開発」が「イオンタウン」に改称[3]。
- 2016年 (平成28年) 11月11日 - A街区が増床オープン

## 交通アクセス

### 自動車
- 熊本県道51号熊本港線

### JR
- 鹿児島本線西熊本駅(2016年3月26日以降)

当ショッピングセンター開業時から2016年3月25日までは、西熊本駅が未開業のため、川尻駅または熊本駅が最寄り駅だった。

### バス
- 九州産交バス 、熊本バス 下近見 (旧道) バス停より徒歩3分